# Förstakammarvalet i Sverige 1947
Förstakammarvalet i Sverige 1947 var ett val i Sverige till Sveriges riksdags första kammare. Valet hölls i den tredje valkretsgruppen i september månad 1947 för mandatperioden 1948-1955.
Två valkretsar utgjorde den tredje valkretsgruppen: Södermanlands läns och Västmanlands läns valkrets och Blekinge läns och Kristianstads läns valkrets. Ledamöterna utsågs av valmän från de landsting som valkretsarna motsvarade. 
Ordinarie val till den tredje valkretsgruppen hade senast ägt rum 1939.

## Valmän
| Landsting    | H    | LB   | F    | S    | SKP | Totalt |
| ------------ | ---- | ---- | ---- | ---- | --- | ------ |
| Landsting    |      |      |      |      |     | Totalt |
| Södermanland | 3    | 7    | 8    | 28   | 0   | 46     |
| Västmanland  | 2    | 6    | 7    | 23   | 1   | 39     |
| Blekinge     | 5    | 5    | 8    | 16   | 0   | 34     |
| Kristianstad | 8    | 13   | 10   | 24   | 0   | 55     |
| Totalt       | 18   | 31   | 33   | 91   | 1   | 174    |
| %            | 10,3 | 17,8 | 19,0 | 52,3 | 0,6 | 100,0  |

## Mandatfördelning
Den nya mandatfördelningen som gällde vid riksdagen 1948 innebar att Socialdemokraterna behöll egen majoritet. 
| Parti  | Parti                            | FK 1947 | 3:e valkretsgruppen | 3:e valkretsgruppen | 3:e valkretsgruppen | FK 1948 |
| Parti  | Parti                            | FK 1947 | Innan               | Efter               | Ändring             | FK 1948 |
| ------ | -------------------------------- | ------- | ------------------- | ------------------- | ------------------- | ------- |
|        | Socialdemokraterna               | 86      | 11                  | 10                  | ▼1                  | 85      |
|        | Högerns riksorganisation         | 26      | 2                   | 1                   | ▼1                  | 25      |
|        | Landsbygdspartiet Bondeförbundet | 21      | 3                   | 3                   | ▬                   | 21      |
|        | Folkpartiet                      | 14      | 2                   | 4                   | ▲2                  | 16      |
|        | Sveriges kommunistiska parti     | 3       | 0                   | 0                   | ▬                   | 3       |
| Totalt | Totalt                           | 150     | 18                  | 18                  | ▬                   | 150     |

## Invalda riksdagsledamöter
Södermanlands läns och Västmanlands läns valkrets:
- Erik von Heland, bf
- Hugo Osvald, fp
- Folke Petrén, fp
- Iwar Anderson, s
- Sven Andersson, s
- Carl Dahlström, s
- Gustaf Fahlander, s
- David Norman, s
- Gustaf Widner, s

Blekinge läns och Kristianstads läns valkrets:
- Johan Nilsson, h
- Gustaf Elofsson, bf
- Karl Persson, bf
- Hardy Göransson, fp
- Emil Petersson, fp
- Nils Elowsson, s
- Elof Hällgren, s
- Ragnar Rosenberg, s
- Ernst Wigforss, s